# Psychomyia capillata
Psychomyia capillata är en nattsländeart som beskrevs av Georg Ulmer 1910. Psychomyia capillata ingår i släktet Psychomyia och familjen tunnelnattsländor. Inga underarter finns listade i Catalogue of Life.